# مرادآباد ميراخور (مقاطعة دلفان)
مرادآباد ميراخور (بالفارسية: مرادآباد میراخور) هي قرية تقع في قسم ميربغ الشمالي الريفي (مقاطعة دلفان) في إيران. يقدر عدد سكانها بـ 239 نسمة .